# نوفايا لادوغا
نوفايا لادوغا (بالروسية: Новая Ладога) هي إحدى مدن روسيا في الكيان الفدرالي الروسي لينينغراد أوبلاست.